# Bruce Boa
Pour les articles homonymes, voir Boa (homonymie).
Andrew Bruce Boa, né le 10 juillet 1930 à Calgary (Alberta, Canada) et mort le 17 avril 2004 dans le Surrey (lieu inconnu, Angleterre), est un acteur canadien.

## Biographie
Frère de l'écrivaine Marion Woodman (née Boa, 1928-2018), Bruce Boa sort diplômé en 1952 de l'Université Western Ontario et s'installe vers la fin des années 1950 en Angleterre. Il y joue au théâtre, notamment à Londres (ex. : Licence to Murder d'Elaine Morgan en 1963, avec Faith Brook et Alan Gifford).
Au cinéma, il contribue à quarante films (britanniques surtout, mais également américains ou en coproduction), depuis Passeport pour la Lune de Basil Dearden (1960, avec Kenneth More et Shirley Anne Field) jusqu'à Planète hurlante de Christian Duguay (1995, avec Peter Weller et Roy Dupuis). 
Entretemps, mentionnons La Malédiction de Richard Donner (1976, avec Gregory Peck et Lee Remick), Star Wars, épisode V : L'Empire contre-attaque d'Irvin Kershner (1980, avec Harrison Ford et Carrie Fisher, lui-même personnifiant le général rebelle Carlist Rieekan), ou encore Full Metal Jacket de Stanley Kubrick (1987, avec Matthew Modine et Arliss Howard).
À la télévision (essentiellement britannique, parfois américaine ou canadienne), il apparaît dans quatre-vingt-quatorze séries à partir de 1959, dont Chapeau melon et bottes de cuir (un épisode de la première série, 1962, et un épisode de la seconde série, 1976), Le Saint (trois épisodes, 1963-1968), Angoisse (deux épisodes, 1974-1975), Pour l'amour du risque (un épisode, 1983) et Les Aventures du jeune Indiana Jones (un épisode, 1993).
S'ajoutent vingt-sept téléfilms, le premier diffusé en 1965, le dernier en 1992, dont Les Douze Salopards 2 d'Andrew V. McLaglen (1985, avec Lee Marvin et Ernest Borgnine) et La Mémoire dans la peau de Roger Young (1988, avec Richard Chamberlain et Jaclyn Smith).
Retiré dans le Surrey après une ultime série en 1997 (Kavanagh, un épisode), Bruce Boa y meurt en 2004, à 73 ans.

## Théâtre à Londres (sélection)
- 1959 : The Rope Dancers de Morton Wishengrad : le policier
- 1962 : The Secret of the World de Ted Allan : Jack Napier
- 1962 : The Glad and Sorry Season d'Harriet Frank et Irving Ravetch : Harry
- 1963 : Licence to Murder d'Elaine Morgan, mise en scène de Silvio Narizzano : James Wendell Murdoch

## Filmographie partielle

### Cinéma
- 1960 : Passeport pour la Lune (Man in the Moon) de Basil Dearden : Roy
- 1964 : L'Affaire Winston (en) (Man in the Middle) de Guy Hamilton : Major Lawson
- 1976 : La Malédiction (The Omen)de Richard Donner : le premier assistant de Thorn
- 1978 : Banco à Las Vegas (Silver Bears) d'Ivan Passer : le banquier américain
- 1978 : Superman de Richard Donner (version longue) : un général américain
- 1979 : Le Casse de Berkeley Square (A Nightmare Sang in Berkeley Square) de Ralph Thomas : Morgan Stanfield
- 1979 : Un cosmonaute chez le roi Arthur (Unidentified Flying Oddball) de Russ Mayberry : un officier de l'U.S. Air Force
- 1980 : La Neuvième Configuration ou La Constallation des damnés (The Ninth Configuration) de William Peter Blatty : un sergent en exercice de combat
- 1980 : Star Wars, épisode V : L'Empire contre-attaque (Star Wars: Episode V – The Empire Strikes Back) d'Irvin Kershner : Général rebelle Carlist Rieekan
- 1981 : Ragtime de Miloš Forman : Jerome
- 1983 : Octopussy de John Glen : Lieutenant-général Peterson
- 1984 : Ouragan sur l'eau plate (Water) de Dick Clement : le conseiller américain
- 1984 : Le Fil du rasoir (The Razor's Edge) de John Byrum (en) : Henry Maturin
- 1985 : Oz, un monde extraordinaire (Return to Oz) de Walter Murch : un policier
- 1986 : Riders of the Storm ou American Way de Maurice Phillips : Colonel Parker
- 1987 : Full Metal Jacket de Stanley Kubrick : le colonel menaçant « Jocker » de cour martiale
- 1989 : Slipstream : Le Souffle du futur (Slipstream) de Steven Lisberger : le garde superviseur
- 1995 : Planète hurlante (Screamers) de Christian Duguay : le secrétaire Green

### Télévision

#### Séries
- 1959 : Ici Interpol (Interpol Calling), saison 1, épisode 14 The Man's a Clown de Charles Frend : un chauffeur
- 1962-1977 : Chapeau melon et bottes de cuir
  - Première série (The Avengers), saison 2, épisode 1 Mort en vol (Dead on Course, 1962) : Bob Slade
  - Seconde série (The New Avengers), saison 2, épisode 6 Le Piège (Trap, 1977) de Ray Austin : Mahon
- 1963-1968 : Le Saint (The Saint)
  - Saison 2, épisode 13 Une paisible distraction (The Sporting Chance, 1963) de Jeremy Summers : Jack Williams
  - Saison 3, épisode 21 Magie noire (Sibao, 1965) de Peter Yates : John Hamilton
  - Saison 6, épisode 4 L'Héritage (Legacy for the Saint, 1968) de Roy Ward Baker : Mark
- 1964 : Espionage, saison unique, épisode 22 Some Other Kind of World : Larry
- 1968 : L'Homme à la valise (Man in a Suitcase), saison unique, épisode 27 Les Révolutionnaires (The Revolutionaries) de Peter Duffell : Inspecteur Bergson
- 1969 : Les Champions (The Champions), saison unique, épisode 30 Nemesis (Autokill) de Roy Ward Baker : le colonel américain
- 1973 : Madigan, mini-série, épisode 4 Enquête à Lisbonne (The Lisbon Beat) de Boris Sagal : Vern
- 1974-1975 : Angoisse (Thriller)
  - Saison 2, épisode 8 Who Killed Lamb? (1974) : Professeur Friedland
  - Saison 5, épisode 5 Good Salary, Prospects, Free Coffin (1975) : Hanley
- 1976 : Z-Cars (ZCars), saison 11, épisode 6 Kidpnap : Chuck
- 1978 : Les Professionnels (The Professionals), saison 1, épisode 5 L'Homme de la rue (Heroes) : John Jerry Patterson
- 1979 : L'Hôtel en folie (Fawlty Towers), saison 2, épisode 3 La Salade Waldorf (Waldorf Salad) de Bob Spiers : Harry Hamilton
- 1982 : Une femme nommée Golda (A Woman Called Golda), mini-série d'Alan Gibson : M. Macy
- 1983 : Philip Marlowe, détective privé (Philip Marlowe, Private Eye), saison 1, épisode 1 The Pencil de Peter Hunt : Don Luigi
- 1983 : Pour l'amour du risque (Hart to Hart), saison 5, épisode 7 Rallye en Grèce (passing Chance) de Paul Krasny : William Eady
- 1984 : Les Enquêtes de Remington Steele (Remington Steele), saison 3, épisode 3 La Croix maltaise (Maltese Steele) de Seymour Robbie : Wallace Carlisle
- 1984 : Ellis Island, les portes de l'espoir (Ellis Island), mini-série de Jerry London, épisode 1 : Dr Moore
- 1986 : Mission casse-cou (Dempsey & Makepeace), saison 3, épisodes 1 et 2 L'Étincelle, 1re et 2e parties (The Burning, Parts I & II) : Coltrane
- 1988 : Bizarre, bizarre (Tales of the Unexpected), saison 9, épisode 4 Le Bedeau (The Verger) de Rodney Bennett : M. Groober
- 1992-1993 : Les Contes d'Avonlea (Road to Avonlea)
  - Saison 3,  épisode 13 Adieu Marilla (Old Friends, Old Wounds, 1992) : M. Harrison
  - Saison 4, épisode 12 Vue animée (Home Movie, 1993) de Don McBrearty : M. Harrison
- 1993 : Les Aventures du jeune Indiana Jones (The Young Indiana Jones Chronicles), saison 2, épisode 9 Vienne, novembre 1908 (Vienna, November 1908) de Bille August et Carl Schultz : l'amabassadeur Kerens
- 1994 : Scarlet, mini-série, épisode 1 : le pasteur
- 1997 : Kavanagh (Kavanagh, Q.C.), saison 3, épisode 6 À la grâce de Dieu (In God, We Trust) de Charles Beeson : Gouverneur Stamford Cotton

#### Téléfilms
- 1970 : Mister Jerico (en) de Sidney Hayers : Nolan
- 1971 : A Kiss Is Just a Kiss (en) d'Alvin Rakoff : Détective Zakin
- 1972 : La Résistible Ascension d'Arturo Ui (The Resistible Rise of Arturo Ui) de Jack Gold : Ignatius Dulfeet
- 1974 : Haunted: The Ferryman de John Irvin : un invité de la fête
- 1977 : Reviens petite Sheba (en) (Come Back, Little Sheba) de Silvio Narizzano : Ed Anderson[1]
- 1978 : Thank You, Comrades de Jack Gold : le directeur de la banque
- 1979 : One Fine Day de Stephen Frears : Milton
- 1984 : Nuits secrètes (Lace) de William Hale : M. Hale
- 1985 : Goulag (en) (Gulag) de Roger Young : McHenry
- 1985 : Les Douze Salopards 2 (The Dirty Dozen: Next Mission) d'Andrew V. McLaglen : un colonel
- 1985 : John and Yoko: A Love Story (en) de Sandor Stern : l'avocat à Houston
- 1986 : Le Drame de Ted Kennedy junior (The Ted Kennedy Jr. Story) de Delbert Mann : Dr Skein
- 1987 : Three Wishes for Jamie de Robert William Young : le shérif
- 1988 : La Mémoire dans la peau (The Bourne Identity) de Roger Young : Sénateur Crawford
- 1989 : Commando oublié (The Forgotten) de James Keach : Pearse
- 1991 : Deadly Betrayal: The Bruce Curtis Story de Graeme Campbell : Al Podgis
- 1992 : A Town Torn Apart de Daniel Petrie : Will Delp

## Note et référence
1. ↑  Rôle tenu par Philip Ober dans l'adaptation de la pièce éponyme au cinéna en 1952, sous le même titre.